# Берилл Бострийский
Бери́лл Бостри́йский (др.-греч. Βήρυλλος ὁ Βόστρης; лат. Beryllus Bostrenus; III век) — епископ, христианский писатель.
Иероним Стридонский в своей книге «О знаменитых мужах» посвящает Бериллу 60-ю главу.
Место и год рождения неизвестны. Берилл был епископом Бостры во времена правления императоров Александра Север, Максимина и Гордиана. Недолго занимая архиерейский престол, Берилл начал проповедовать новое учение, отличное от учения Христианской церкви, он учил о том, что до своего воплощения Сын Божий не имел ни собственной сущности, ни собственной Божественности, что в Нем только пребывала Отчая, или другими словами Сын Божий не существовал до воплощения, существовал лишь Бог Отец. По поводу еретического учения Берилла возникли споры среди многих епископов. Для проведения диспута с Бериллом в Бостру приехал Ориген, и состоялся церковный собор, на котором Ориген при помощи вопросов к Бериллу, публичного разговора с епископом, своими рассуждениями и объяснениями Священного Писания сумел переубедить Берилла и отказаться от еретических заблуждений, Берилл остался епископом Бостры, изменив свои взгляды на православные. В IV веке постановление Бострийского собора, вопросы Оригена и беседы его с Бериллом были известны современникам, но до нашего времени они не сохранились.
Евсевий Кесарийский в своей книге «Церковная история» сообщает о том, что Берилл, епископ Бостры Аравийской, оставил, кроме писем, разные работы, исполненные любви к прекрасному. Сочинения Берилла не сохранились.